# Chloropseustes sanguinolentus
Chloropseustes sanguinolentus är en insektsart som beskrevs av Christiane Amédégnato och Marius Descamps 1978. Chloropseustes sanguinolentus ingår i släktet Chloropseustes och familjen gräshoppor. Inga underarter finns listade i Catalogue of Life.